# USS Mallard (AM-44)
USS Mallard (AM-44/ASR-4) – trałowiec typu Lapwing służący w United States Navy w okresie I wojny światowej i II wojny światowej. Przerobiony na okręt ratowniczy okrętów podwodnych (ang. submarine rescue ship).
Stępkę okrętu położono 25 maja 1918 roku w stoczni Staten Island Shipbuilding Co. w Nowym Jorku. Zwodowano go 17 grudnia 1918 roku, matką chrzestną była żona pierwszego dowódcy. Jednostka weszła do służby 25 czerwca 1919 roku, pierwszym dowódcą został Lt. (jg.) Harry R. Brayton.
Oczyszczał morza z min z okresu I wojny światowej, później był jednostką pomocniczą. Brał udział w działaniach II wojny światowej.